# Cirolana conditoria
Cirolana conditoria är en kräftdjursart som först beskrevs av Bruce och Thomas M. Iliffe 1993.  Cirolana conditoria ingår i släktet Cirolana och familjen Cirolanidae.
Artens utbredningsområde är Filippinerna. Inga underarter finns listade i Catalogue of Life.